# ТОР «Озёрск»
Территория опережающего социально-экономического развития «Озёрск» — территория муниципального образования город Озёрск (ЗАТО) в Челябинской области, на которой действует особый правовой режим предпринимательской деятельности. Образована в 2018 году.

## Развитие территории
В 2014 году Озёрск был включён в перечень монопрофильных муниципальных образований (моногородов), что впоследствии дало городу право на оформление статуса территории опережающего социально-экономического развития. ТОР «Озёрск» была создана в соответствии с постановлением Правительства РФ от 6 февраля 2018 года № 113 "О создании территории опережающего социально-экономического развития «Озёрск» в границах территории закрытого административно-территориального образования — город Озёрск с целью сохранения кадрового потенциала города, создания гражданских производств на основе инновационных разработок предприятий атомной отрасли и привлечения инвестиций.
В постановлении предусмотрено привлечение инвестиций в рамках реализации 29 инвестпроектов в объёме более 8,5 млрд рублей и создание более 1 000 новых рабочих мест,.
Постановлением Правительства РФ от 23 августа 2021 г. № 1378 границы ТОР были увеличены (7 новых участков к первоначальным трём), также был расширен список разрешённых видов деятельности.

## Условия для резидентов
Требования к потенциальным резидентам ТОР «Озёрск», согласно уточнениям, внесенным постановлением Правительства РФ от 26 апреля 2017 г. № 494 «О внесении изменений в постановление Правительства Российской Федерации от 22 июня 2015 г. № 614», предусматривают, что компании-соискатели должны быть вести деятельность исключительно на территории города, предоставить минимальный объем инвестиций не менее 2,5 млн рублей (без учета НДС) в течение первого года, создать не менее 10 новых рабочих мест в течение первого года, не находиться в процессе ликвидации, банкротства или реорганизации и соответствовать профильным видам деятельности ТОР. Для резидентов предусмотрен льготный налоговый режим: налог на прибыль в федеральный бюджет обнуляется, отчисления в региональный бюджет составят не более 5 % в течение первых пяти лет с момента первой прибыли, затем не более 10 %. Обнуляются налоги на землю и имущество, страховые взносы снижаются до 7,6 %.

## Резиденты и проекты
Первыми резидентами территории опережающего социально-экономического развития «Озёрск» стали, до конца 2019 года компании «Цветметсервис» (производство прецизионных сплавы и проката на основе свинца), «Транспортные технологические системы» (разработка и внедрение не имеющей аналогов в мире подвески шасси для колесной и гусеничной техники) и «Озерская трубная компания СТИ» (производство полиэтиленовых труб для нужд ЖКХ и промышленности) и «Интео» (организация сборки буровзрывной техники: зарядно-смесительных машин и буровых установок).
В сентябре 2021 года резидент «Озёрска» "Региональный центр облучательных технологий «Эра» (РЦОТ «Эра») сообщил о запуске крупнейшего в России центра гамма-обработки ,; проект реализуется при участии ПО «Маяк».
Также резидентом ТОСЭР является компания "НТЦ «Атлант» .